# Šaca
Šaca (ungarisch Saca) ist ein Stadtteil von Košice, im Okres Košice II in der Ostslowakei zirka 15 Kilometer südwestlich der Innenstadt, am Flüsschen Ida.
Der heutige Stadtteil war als eine sozialistische Stadt der Slowakei geplant und bis 1968 eine eigenständige Gemeinde. Ähnlich wie in anderen osteuropäischen Staaten sollte eine Industriestadt aus dem Boden gestampft werden, die in diesem Falle, nach den Plänen der Parteispitze, für die Rüstungsindustrie eine große Rolle spielen würde. Die Pläne wurden jedoch nur zu einem geringen Teil realisiert.
Neben Šaca muss als sozialistische Stadt der Tschechoslowakei Nová Ostrava, der heutige Bezirk Poruba der nordostmährischen Stadt Ostrava (deutsch „(Mährisch) Ostrau“) genannt werden.

## Geschichte
Der ursprüngliche Ort wurde 1275 zum ersten Mal erwähnt, seit 1427 war der Ort unter der Herrschaft des Geschlechts der Semseys, die im Ort im 15. Jahrhundert auch ein Schloss errichteten. Dieses wurde jedoch während der Herrschaft von Matthias Corvinus geschleift, in der Folgezeit blieb der Ort landwirtschaftlich geprägt und bis in die 1950er Jahre gab es Wassermühlen im Ort.
Nach dem Zweiten Weltkrieg begann die Entwicklung zum Industrieort, im Januar 1960 begannen die Východoslovenské železiarne Košice (VSŽ Košice – „Ostslowakische Stahlwerke in Kaschau“) mit der Errichtung eines Stahlwerkes auf mehr als 800 Hektar Land. Nachdem 1965 der erste Ofen in Betrieb gegangen war, wurde der Ort stark von diesem Industriezweig geprägt und die schon erwähnten Plattenbauten sukzessive errichtet. Nach der Wende musste das Werk sich der neuen Marktlage anpassen und am 24. November 2000 wurde es vom amerikanischen Stahlkonzern United States Steel Corporation gekauft und in U. S. Steel Košice umbenannt. Seit 1968 ist der Ort auch ein Stadtteil Košices.

## Eine Auswahl historischer Namen
- 1275 – lateinisch: Ida
- 1280 – terra Eghazas Ida
- 1319 – poss. Saticha
- 1328 – poss. Zethyce alio nomine Scenthtrinitas
- 1344 – Setyche
- 1372 – poss. Setyche
- 1379 – poss. Sathicha, poss. Satycha
- 1385 – Sathicha, poss. Sathycha alio nomine Screben
- 1393 – Sathicha, Sagcza al. Nom. Zenthtrinitas
- 1395 – poss. Seu villa Senthythe
- 1409 – poss. Sethithe, poss. Sethyche
- 1424 – villa Saczcza
- 1427 – poss. Sechcha, Secha
- 1428 – poss. Sathcza
- 1469 – poss. Sacza
- 1471 – poss. Saccza
- 1474 – poss. Saczcza
- 1477 – poss. Saczcza
- 1514 – Saccza
- 1553 – Sacha
- 1773 – ungarisch: Szácza
- 1786 – Sacza
- 1808 – slowakisch: Ssáca, ungarisch: Sácza
- 1863 – Saca
- 1903 – slowakisch: Šaca, ungarisch: Sacza
- 1906, 1938 – slowakisch: Šaca, ungarisch: Saca

## Bevölkerung
Nach der Volkszählung 2011 wohnten im Stadtteil Šaca 5612 Einwohner, davon 29.363 Slowaken, 103 Roma, 48 Magyaren, 38 Russinen, 15 Ukrainer, 12 Tschechen, vier Kroaten, jeweils zwei Bulgaren, Deutsche und Russen sowie jeweils ein Mährer und Serbe. Fünf Einwohner gaben eine andere Ethnie an und 1258 Einwohner machten keine Angabe zur Ethnie.
3234 Einwohner bekannten sich zur römisch-katholischen Kirche, 258 Einwohner zur griechisch-katholischen Kirche, 109 Einwohner zur reformierten Kirche, 79 Einwohner zur Evangelischen Kirche A. B., 71 Einwohner zur orthodoxen Kirche, 21 Einwohner zu den Zeugen Jehovas, acht Einwohner zu den christlichen Gemeinden, jeweils zwei Einwohner zur apostolischen Kirche und zur jüdischen Gemeinde sowie jeweils ein Einwohner zur Bahai-Religion, zu den Baptisten, zu den Mormonen, zu den Siebenten-Tags-Adventisten, zur Brüderbewegung, zur evangelisch-methodistischen Kirche und zur tschechoslowakischen hussitischen Kirche. Neun Einwohner bekannten sich zu einer anderen Konfession, 419 Einwohner waren konfessionslos und bei 1393 Einwohnern wurde die Konfession nicht ermittelt.

## Galerie

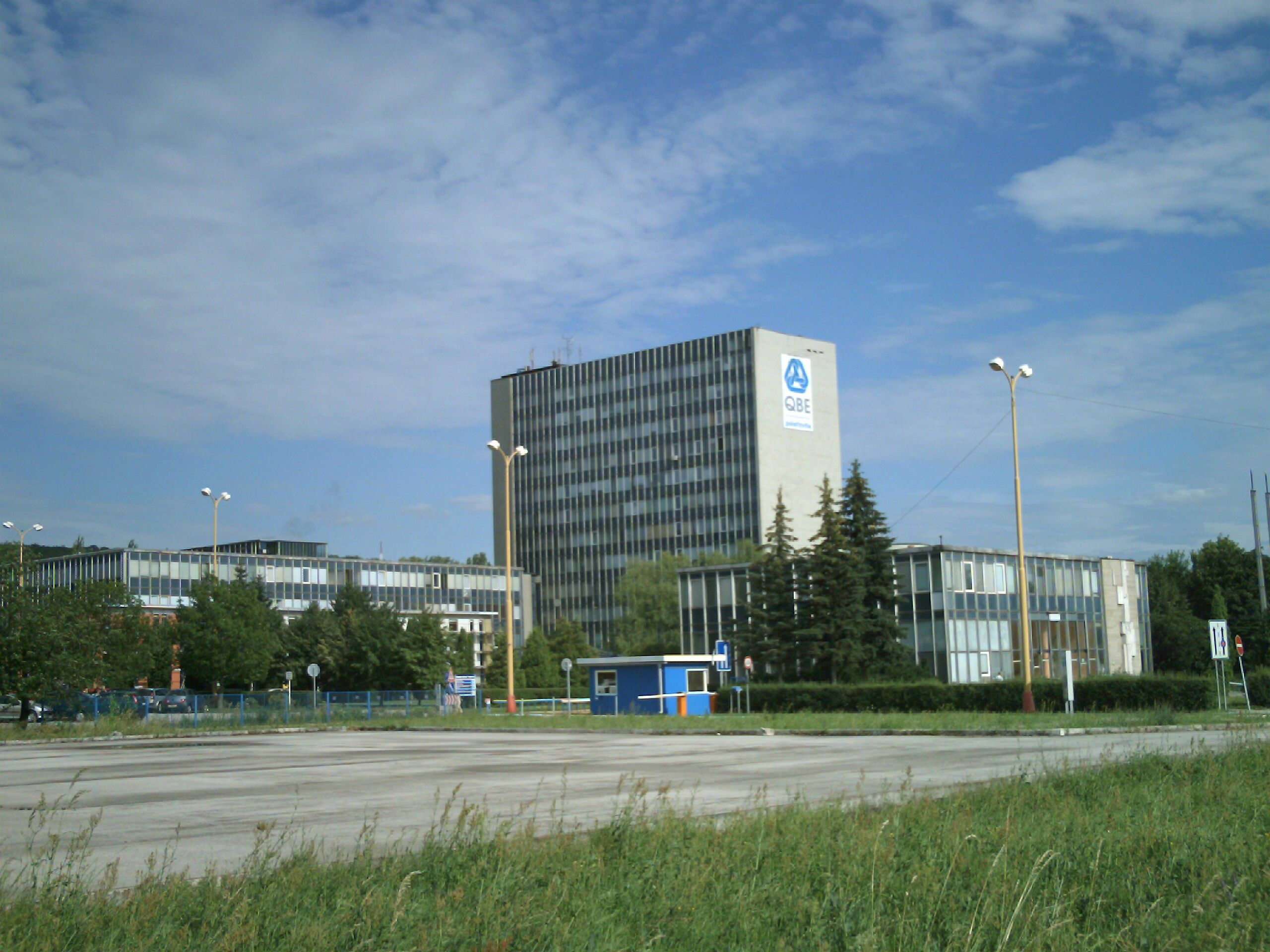
Krankenhaus in Šaca
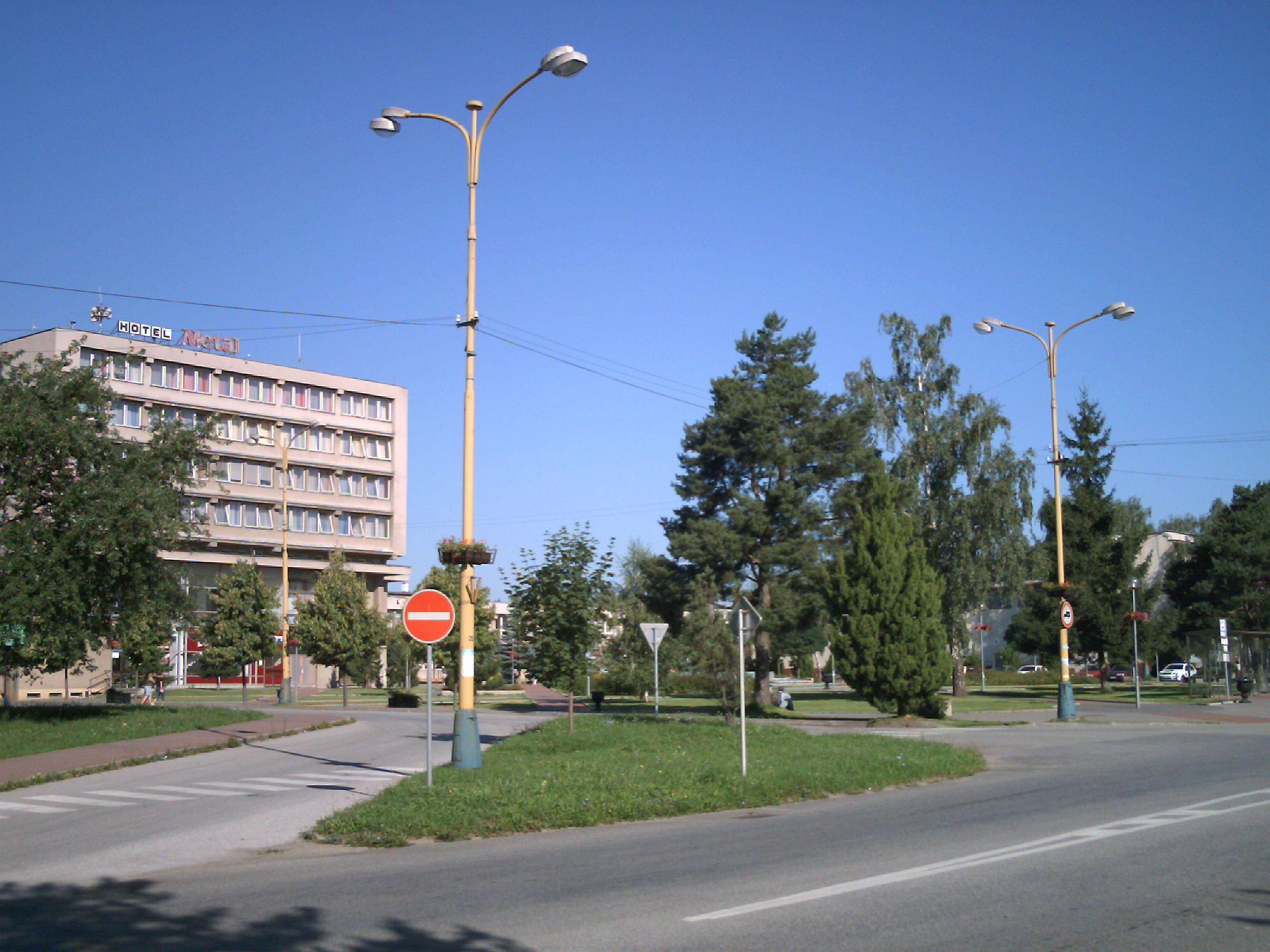
Central-Platz in  Šaca
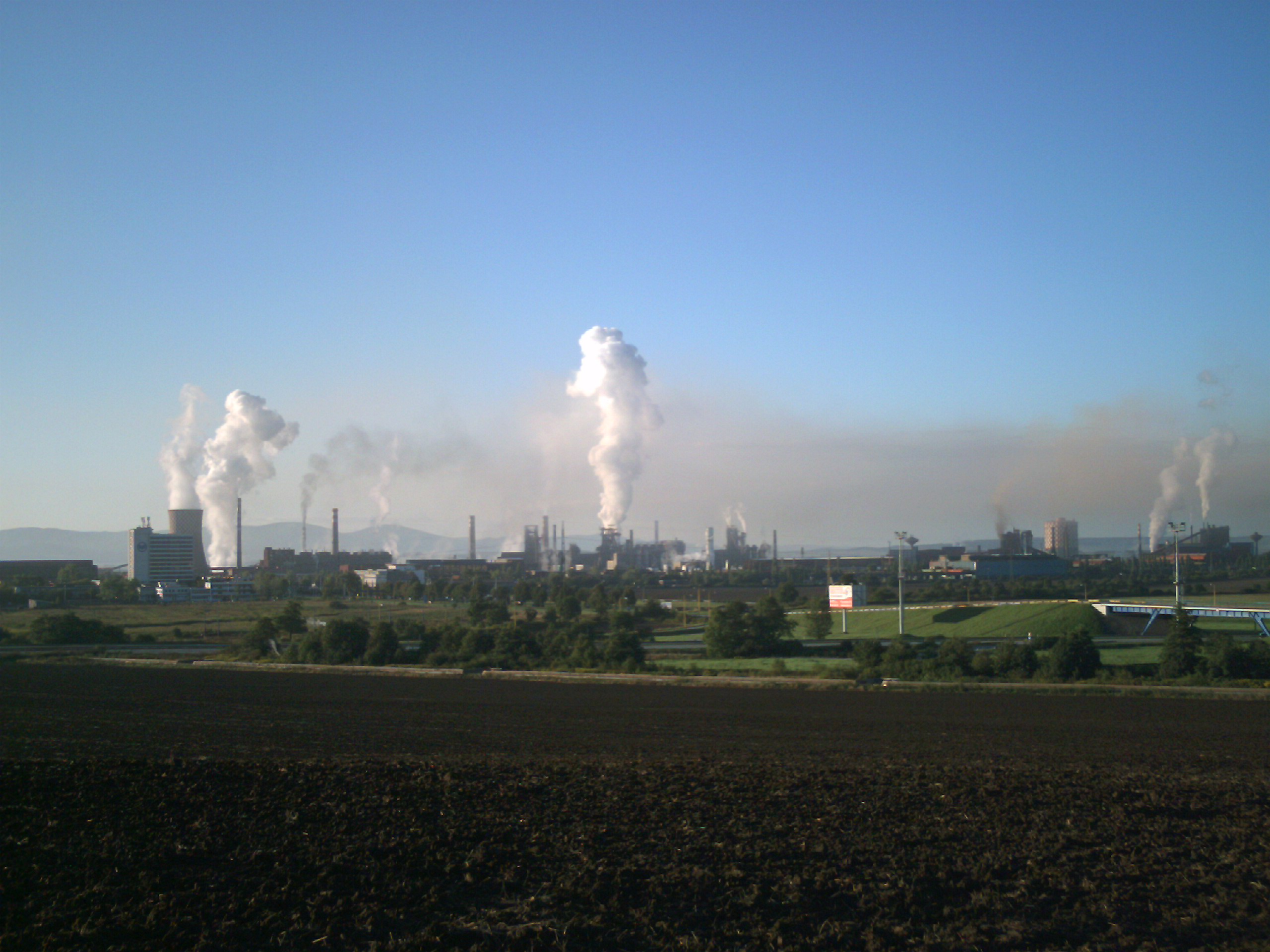
U. S. Steel Košice, s.r.o.
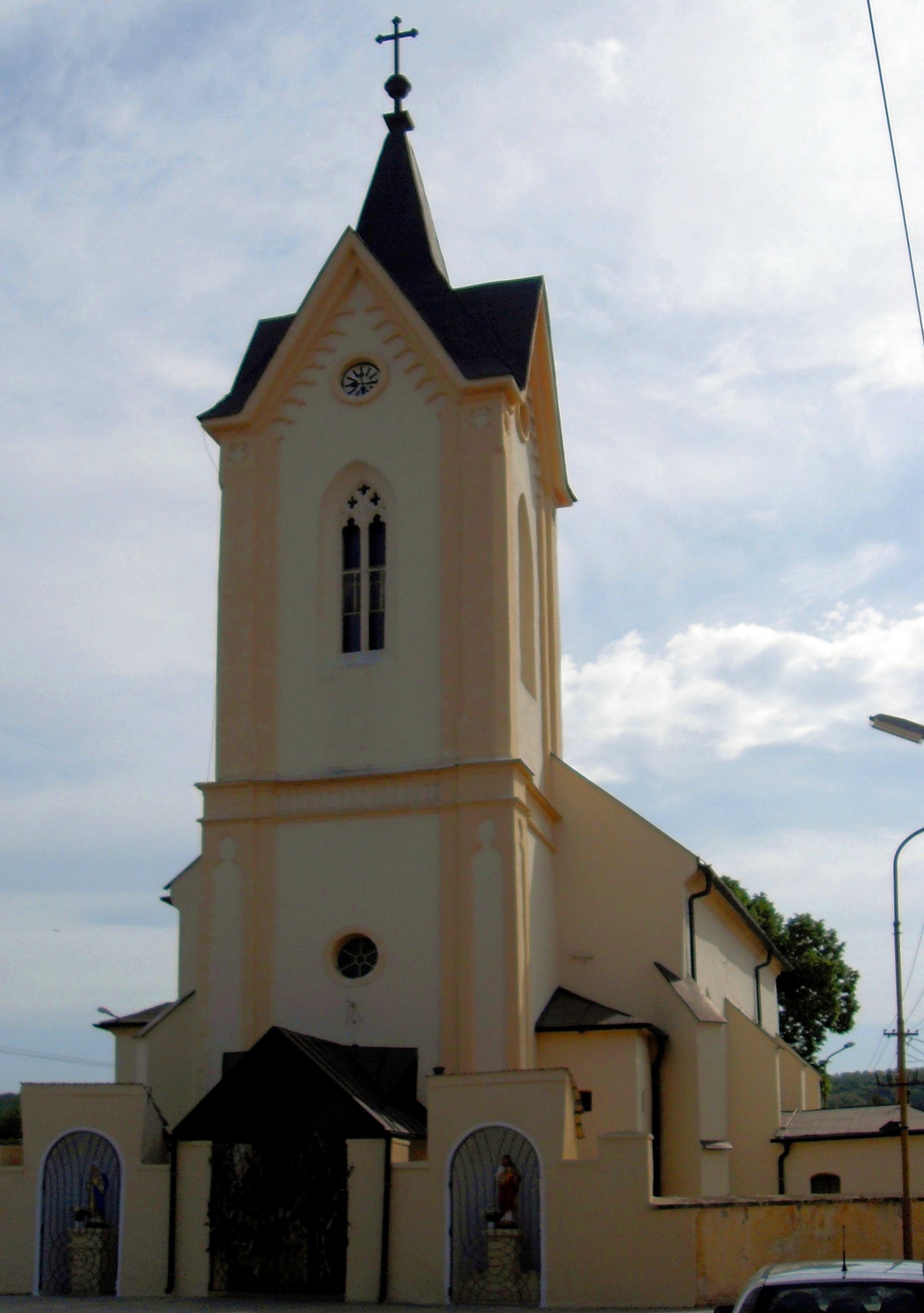
Kirche Unserer lieben Frau von den sieben Schmerzen